# Cantón de Auzon
El cantón de Auzon era una división administrativa francesa, que estaba situada en el departamento de Alto Loira y la región de Auvernia.

## Composición
El cantón estaba formado por doce comunas:
- Agnat
- Auzon
- Azérat
- Champagnac-le-Vieux
- Chassignolles
- Frugerès-les-Mines
- Lempdes-sur-Allagnon
- Sainte-Florine
- Saint-Hilaire
- Saint-Vert
- Vergongheon
- Vézézoux

## Supresión del cantón de Auzon
En aplicación del Decreto nº 2014-162 de 17 de febrero de 2014, el cantón de Auzon fue suprimido el 22 de marzo de 2015 y sus 12 comunas pasaron a formar parte del nuevo cantón de Sainte-Florine.